# خنوو (استان ماسوویان)
خنوو (به لهستانی:  Chynów) یک روستا در لهستان است که در گمینا خنوو واقع شده‌است. خنوو ۱٬۰۵۰ نفر جمعیت دارد.